# Cárcel de Yeserías
La antigua cárcel de Yeserías (en la actualidad Centro de Inserción Social Victoria Kent) se encuentra en el distrito de Arganzuela (Madrid). La denominación actual del centro honra a la jurista española Victoria Kent. El edificio fue construido a finales de la década de 1920 como asilo de mendigos. No se convirtió en centro de reclusión hasta la posguerra, cuando las nuevas autoridades franquistas lo habilitaron como centro de reclusión de presos políticos conocido como cárcel de Yeserías. Estuvo en servicio como prisión de mujeres hasta 1991, año en el que fue reformada como centro de inserción social para presos en régimen abierto con una capacidad media de 280 presos.

## Historia
No existe documentación precisa acerca de cuándo se construyó, pero existen algunas referencias mencionando 1928 como el año en el que el Ayuntamiento de Madrid promovió su construcción como asilo de mendigos. Sustituía al Asilo de San Luis y Santa Cristina, que por su ubicación en el Paseo de Yeserías recibía la denominación de Asilo de Yeserías.
El nuevo asilo se construyó en la esquina entre la calle de Riego (actualmente calle de Juana Doña en este tramo) y la prolongación de la de Juan de Vera. No tuvo uso penitenciario durante la Guerra Civil, pero al terminar fue reconvertido para ser usado como prisión masculina, fundamentalmente presos políticos (sobre los que hay indicios de experimentación humana), siendo denominada "prisión de Yeserías". Según Melquesidez Rodríguez, recluido allí en la inmediata posguerra, en esa época más de la mitad de los presos estaban alojados en el corredor de la muerte, a la espera de ser ejecutados por el aparato de represión franquista. En 1941 se le dio el carácter de prisión central (aquellas destinadas exclusivamente al cumplimiento de penas de prisión). En 1943 se instaló en la prisión un hospital penitenciario, denominado Eduardo Aunós. Tras el cierre y demolición de la prisión de Ventas, Yeserías fue habilitada como prisión femenina. Desde 1974 se convirtió en un Centro Penitenciario de Detención Asistencial de Mujeres y, como el resto de centros penitenciarios de Madrid, atravesó una etapa de gran hacinamiento durante la Transición y la década de 1980, por lo que ya en 1987 se consideró su sustitución por la cárcel que se tenía previsto construir en Soto de Real. Finalmente, la cárcel permaneció en servicio hasta el 17 de marzo de 1991, cuando las quinientas presas que aún albergaba fueron trasladadas a las cárceles de Carabanchel y Alcalá Meco. Tras su cierre como prisión pasó a ser centro de inserción social, es decir una cárcel de régimen abierto, tanto masculina como femenina. El edificio fue restaurado para sus nuevas funciones.

## Características
Se trata de un edificio que puede asimilarse estética y tipológicamente a la arquitectura neomudéjar, que había caracterizado a las construcciones de carácter sanitario y asistencial del primer cuarto del siglo XX. Sin embargo, en el caso de la que luego sería conocida como cárcel de Yeserías, se trataría de un ejemplar tardío puesto que para cuando fue construido los arquitectos del Ayuntamiento de Madrid se habían decantado ya por el racionalismo. Ocupa una finca de forma rectangular en la que los lados norte y oeste se encuentran delimitados respectivamente por las calles Juan de Vera y Batalla de Belchite. El lado sur es paralelo al lado norte pero aunque debía haber sido delimitado por la prolongación de la calle Alejandro Ferrant, esta no llegó a abrirse en este tramo y el lado sur de la antigua cárcel linda con otra finca de la misma manzana (que ocupó una nave industrial hoy derribada). El lado este en lugar de ser recto termina en punta y, junto con una calle interna que separa al conjunto principal, tiene forma triangular. La esquina sureste tiene un frente con la calle del Plomo, que comienza en ese punto.
De acuerdo con Margarita de Luxán, catedrática de la Escuela de Arquitectura de Madrid, que abordó un proyecto de rehabilitación del edificio en 1981 que no llegó a ejecutarse, el conjunto de la cárcel de Yesería estaba compuesto por «pabellones ordenados ortogonalmente al eje mayor de la parcela, realizados con fachada de ladrillo, de gran riqueza retórica, estructura metálica atornillada y cercha metálica en formación de cubierta, con acabado de teja curva».
El conjunto consta de varios pabellones: un pabellón de acceso paralelo a la calle Batalla de Belchite con fachadas de ladrillo de doble altura (el edificio de Dirección y Administración del antiguo asilo); seis pabellones en forma de H con largos brazos paralelos entre sí, dispuestos en parejas y paralelos también a la calle Batalla de Belchite (en los que se encontraban los espacios residenciales y asistenciales del antiguo asilo, «de doble altura, con cubiertas inclinadas de teja curva. Dejan entre las alas de la H unos espacios libres, con carácter urbano, de calle pública, [..] determinando un claro eje direccional. En segunda planta, los tres pabellones conectan a través del eje longitudinal, en puente, sobre las calles...»; y un último pabellón, con un solo brazo, más corto que los anteriores, y paralelo también a los anteriores. Los patios formados por los brazos de la H central están cubiertos. Todos los patios formados por los brazos fueron tapiados para el uso del edificio como prisión.

## En la cultura
El aspecto exterior de la cárcel hace que se emplee como plató de varias películas. Una de las primeras películas dirigida por Pedro Almodóvar en 1991 titulada Tacones Lejanos. La película Entre rojas dirigida en 1994 por la directora Azucena Rodríguez, una película ambientada en el final del franquismo. El 23 de febrero de año 1982 el programa de televisión Vivir cada día dirigido por José Luis Rodríguez Puértolas rodó un programa titulado Reclusas en el que se describía la vida cotidiana de las presas. En la serie Cuéntame como pasó, aparece cuando Inés Alcántara es detenida y recluida allí en la temporada 8. Es nombrada en la canción 'Yo me bajo en Atocha' de Joaquín Sabina.